# 3 Days to Kill
3 Days to Kill è un film del 2014 diretto da McG, con protagonisti Kevin Costner, Amber Heard e Hailee Steinfeld.

## Trama
L'agente della CIA Ethan Renner, vicino ai 60 anni, scopre che, a causa di un glioblastoma, gli sono rimasti solo pochi mesi di vita; così decide di ritirarsi dal lavoro per rimediare ai propri errori e recuperare il suo rapporto con la famiglia, troncato nella necessità di proteggerla dai pericoli del mestiere. Ma un agente segreto gli offre accesso a un'ultima missione: catturare un terrorista internazionale, in cambio di un farmaco sperimentale che potrebbe guarirlo. Di fronte a una simile, miracolosa occasione di guarire dalla sua malattia, Ethan è costretto ad accettare. Ma, alle complicazioni più che mai ovvie dell'incarico assegnato, si aggiungono le comuni seccature del genitore medio, continuamente assediato dai problemi nel gestire la figlia. Fortemente motivato, Ethan accetta il "tour de force" districandosi abilmente tra l'ultima missione lavorativa e l'altra missione, quella sentimentale legata a moglie e figlia.

## Produzione
Le riprese del film sono iniziate il 10 dicembre 2012 e sono terminate il 29 marzo 2013 e si sono svolte in Francia, tra Parigi, Vattetot-sur-Mer, Saint-Denis ed in Serbia a Belgrado.

## Distribuzione
Il primo trailer del film è stato diffuso il 17 dicembre 2013.
La pellicola è stata distribuita nelle sale cinematografiche statunitensi a partire dal 21 febbraio 2014 ed in quelle italiane dal 5 giugno.